# Jadwiga Rappé
Jadwiga Maria Rappé (ur. 24 lutego 1952 w Toruniu, zm. 16 maja 2025 w Warszawie) – polska śpiewaczka i pedagog, profesor doktor habilitowany sztuk muzycznych.

## Życiorys
Studiowała na Wydziale Filologii Słowiańskiej Uniwersytetu Warszawskiego. Studia śpiewu rozpoczęła u Zofii Brégy, a następnie w Akademii Muzycznej im. K. Lipińskiego we Wrocławiu w klasie Jerzego Artysza. Studia śpiewu ukończyła z najwyższym wyróżnieniem.
W roku 1980 otrzymała I nagrodę na Międzynarodowym Konkursie Bachowskim w Lipsku, a w roku 1981 Złoty Medal na Festiwalu Młodych Solistów w Bordeaux.
Była wykładowcą na Wydziale Wokalnym w Państwowym Zespole Szkół Muzycznych im. Fryderyka Chopina w Warszawie. Od roku 2000 prowadziła klasę śpiewu solowego na Wydziale Wokalno-Aktorskim Uniwersytetu Muzycznego Fryderyka Chopina w Warszawie.
Miała w repertuarze utwory operowe, oratoryjno-kantatowe oraz pieśni. Brała również udział w prawykonaniach dzieł kompozytorów współczesnych. Jako solistka współpracowała z dyrygentami tej miary, co Ricardo Chailly, Sir Colin Davis, Nicolaus Harnoncourt, Kent Nagano, Marek Janowski, Krzysztof Penderecki i Antoni Wit.
Jadwiga Rappé brała udział w wielu festiwalach międzynarodowych, takich jak Salzburger Festspiele, Brucknerfest Linz, Maggio Musicale Fiorentino, Wien Modern, Musiksommer Leipzig, Warszawskie Spotkania Muzyczne, Wratislavia Cantans i Warszawska Jesień.
Należała do Polskiego Stowarzyszenia Pedagogów Śpiewu i Stowarzyszenia Polskich Artystów Muzyków. W latach 2006–2009 pełniła obowiązki prezesa Zarządu Towarzystwa im. Witolda Lutosławskiego.
Pochowana na cmentarzu parafialnym w Podkowie Leśnej.

## Odznaczenia
- Złoty Krzyż Zasługi (2003; M.P. z 2004 r. nr 1, poz. 8)
- Srebrny Medal „Zasłużony Kulturze Gloria Artis” (2006)[7]
- Srebrny Medal „Zasłużony Kulturze Gloria Artis” (2022)[8]

## Dyskografia
- Gustav Mahler, Rundfunk-Sinfonie-Orchester Berlin, Heinz Rögner, Jadwiga Rappé – Symphonie Nr. 3 d-moll (1997)
- Mahler, Urbanová, Rappé, Blochwitz, Hagegård – Hallé Orchestra & Choir, Kent Nagano – Das Klagende Lied (1998)
- Penderecki, Klosińska, Rappé, Minkiewicz, Nowacki, Warsaw National Philharmonic Choir And Orchestra, Antoni Wit – A Polish Requiem (2004)
- Opium String Quartet, Jadwiga Rappé – Piotr Moss – Chagall For Strings (2013)
- Beethoven, Sir Colin Davis, Symphonieorchester Und Chor Des Bayerischen Rundfunks, Orgonasova, Rappé, Heilmann, Rootering, Gerhard Oppitz – Missa Solemnis / Choral Fantasy (2013)
- Rachmaninow, Chór Akademicki Uniwersytetu Warszawskiego, Irina Bogdanovich, Jadwiga Rappé, Mateusz Markuszewski – Siergiej Rachmaninow: Całonocne czuwanie / All-Night Vigil (2016)